# Thibaut Bronchart
Thibaut Bronchart (17 september 1998) is een Belgisch basketballer.

## Carrière
Bronchart speelde in de jeugd van BC Morlanwelz, BC Carnières en AWBB Academy. In 2016 maakte hij de overstap naar Spirou Charleroi waar hij aanvankelijk uitkwam voor de tweede ploeg. In het seizoen 2017/18 maakte hij zijn debuut in de Belgische eerste klasse. In het seizoen 2020/21 speelde hij een volwaardig seizoen mee met de eerste ploeg. In 2022 verliet hij de ploeg en ging spelen voor derdeklasser BC L'9 Flénu waar op dat moment ook zijn broer speelde.

### Nationale ploeg
Bronchart speelde in de Belgische nationale jeugdploegen.